# Rumi
|  | No s'ha de confondre amb Rumi (motocicleta). |

Jalal-ad-Din Muhàmmad Balkhí (persa: جلال‌الدین محمد بلخى, Jalāl ad-Dīn Muḥammad Balkhī) o Jalal-ad-Din Muhàmmad Rumi (persa: جلال‌الدین محمد رومی, Jalāl ad-Dīn Muḥammad Rūmī), o simplement Rumi, també conegut com a Mawlana (30 de setembre de 1207- Konya, 17 de desembre de 1273), fou un poeta, jurista, teòleg i místic sufí. El seu nom prové del seu origen en l'àrea coneguda com a Rūm, de la qual fou un dels intel·lectuals més destacats. Encara avui en dia la seva obra té gran importància en la literatura persa, urdú i turca, i ha estat traduïda a molts idiomes. Els seus seguidors fundaren l'orde sufí dels mawlawiyya després de la seva mort, coneguts per la seva meditació semà, en la qual giren sobre si mateixos acompanyats per flautes i tambors. El seu türbe és a Konya, Turquia, i es troba en un museu.

## Biografia
Rumi va néixer a la província de Balkh, en una família d'estudiosos, dedicats a la teologia, la jurisprudència i l'ensenyament. A causa de la invasió mongola, el pare de Rumi, Baha-ud-Din Walad, va abandonar casa seva amb la seva família i un grup de deixebles. La primera etapa del viatge els va portar a la ciutat de Nixapur, a la província de Khorāsān (actual Iran) on, segons relaten diversos escrits hagiogràfics, Rumi va conèixer un dels més famosos poetes místics sufís, Farid-ud-Din Attar, que el va influir considerablement.
De Nixapur, la família va anar a Bagdad i, més tard, van emprendre el pelegrinatge a la Meca. Després de viure en diverses ciutats, van resisdir 7 anys a Larenda, l'actual Kerman (Iran), on va morir la seva mare. En aquesta ciutat, Rumi es va casar amb Gowhar Khatun i va tenir dos fills: Sultan Walad i Ala-ud-Din Chalabi.
Al voltant de 1228, la família va arribar a Konya (actual Turquia), on el pare de Rumi va assumir la direcció d´una important madrassa, gràcies als seus coneixements i mèrits. Baha-ud-Din, però, va morir dos anys més tard i Rumi el va succeir en el càrrec. En aquesta època, Burhan-ud-Din Muhaqiq Tirmidhi, antic deixeble del pare de Rumi, va esdevenir el seu mestre i, així mateix, el poeta va viure i estudiar a Damasc (Síria) durant uns anys.
Rumi va tornar a Konya i, des de 1240 fins a 1244 va ensenyar jurisprudència i llei corànica. Als 32 anys ja era reconegut com un influent guia espiritual i portava la vida d'un professor de gran reputació, pel seu saber i eloqüència.

### Educació i trobades amb Shams de Tabriz
Baha' ud-Din es va convertir en el cap d'una madrassa (escola religiosa) i quan va morir, Rumi, amb vint-i-cinc anys, va heretar la seva posició de molvi islàmic. Un dels estudiants de Baha' ud-Din, Sayyed Burhan ud-Din Muhaqqiq Termazi, va continuar entrenant a Rumi en la Shariah i també en la Tariqa, especialment la del pare de Rumi. Durant nou anys, Rumi va practicar el sufisme com a deixeble de Burhan ud-Din fins que aquest va morir el 1240 o el 1241. Aleshores va començar la vida pública de Rumi: es va convertir en un jurista islàmic, emetent fatwas i pronunciant sermons a les mesquites de Konya. També va exercir com a Molvi (mestre islàmic) i va ensenyar als seus seguidors a la madrassa.
Durant aquest període, Rumi també va viatjar a Damasc i es diu que hi va passar quatre anys.
El mes de novembre de l'any 1244, als 37 anys, va conèixer Shams de Tabriz i la seva vida va canviar radicalment, passant a convertir-se en un asceta. Els relats sobre el transcendental encontre entre aquests dos homes són nombrosos i sovint semblen envoltats de llegenda. El cert és, però, que aquesta amistat va donar com a fruit la majoria dels poemes de la famosa obra de Rumi, Divan-e Shams-e Tabrizi.
Shams havia viatjat per tot l'Orient Mitjà buscant i pregant per algú que pogués suportar la meva companyia. Una veu li va dir: Què donaràs a canvi? Shams va respondre: El meu cap! Aleshores la veu va dir: «El que busques és Jalal ud-Din de Konya». La nit del 5 de desembre de 1248, mentre Rumi i Shams parlaven, Shams va ser cridat a la porta del darrere. Va sortir, per no ser vist mai més. Es rumoreja que Shams va ser assassinat amb la connivència del fill de Rumi, 'Ala' ud-Din; si és així, Shams va donar el cap pel privilegi de l'amistat mística.

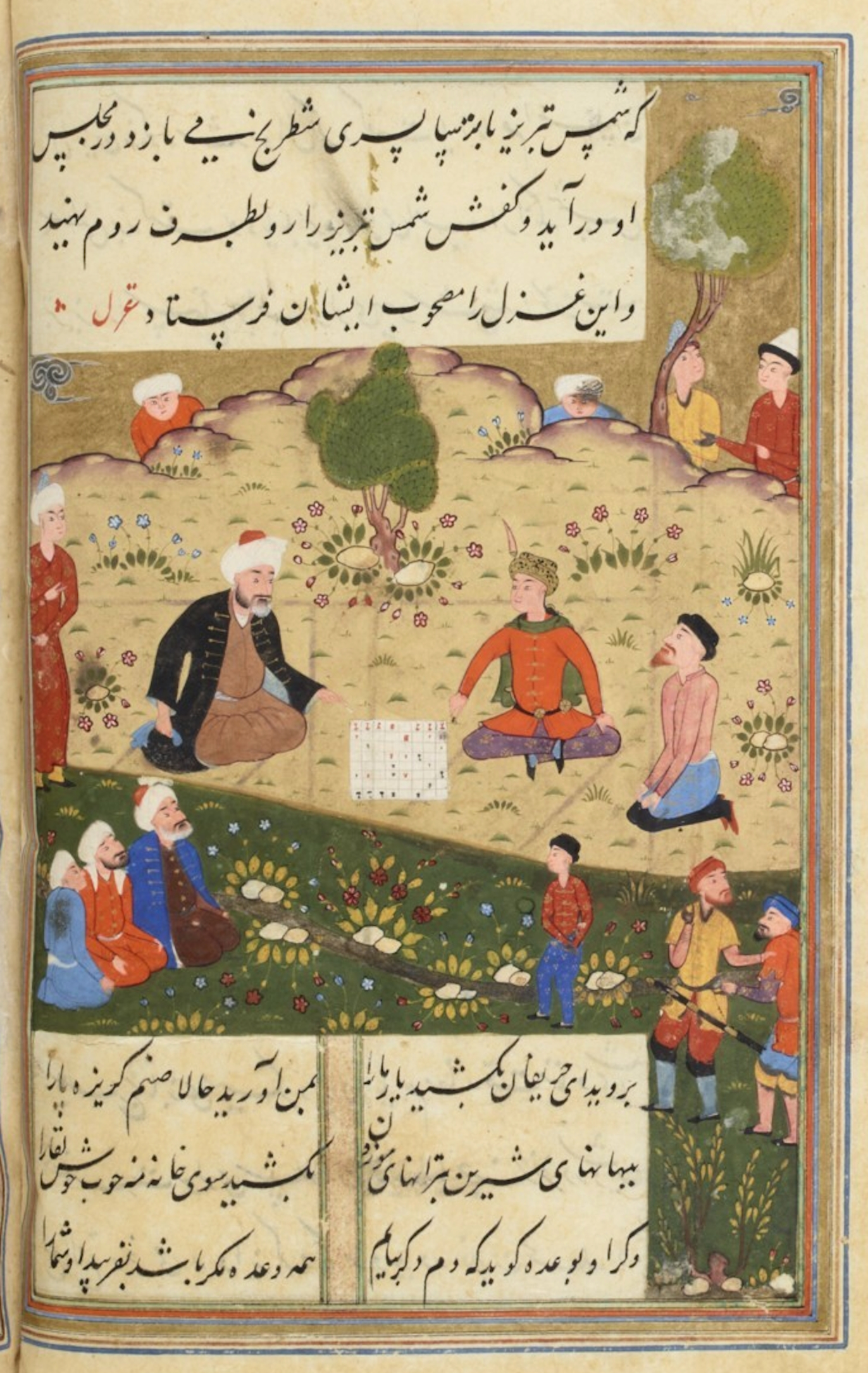
Una pàgina d'una còpia c. 1503 del Diwan-e Shams-e Tabriz-i. Vegeu Rumi ghazal 163.

L'amor de Rumi i el seu dol per la mort de Shams van trobar la seva expressió en una efusió de poemes, Divan-e Shams-e Tabrizi. Ell mateix va sortir a buscar Shams i va tornar a viatjar a Damasc. Allà es va adonar:
| « | Per què hauria de buscar? Sóc igual que Ell. La seva essència parla a través de mi. M'he estat buscant! | » |

## Últims anys i mort

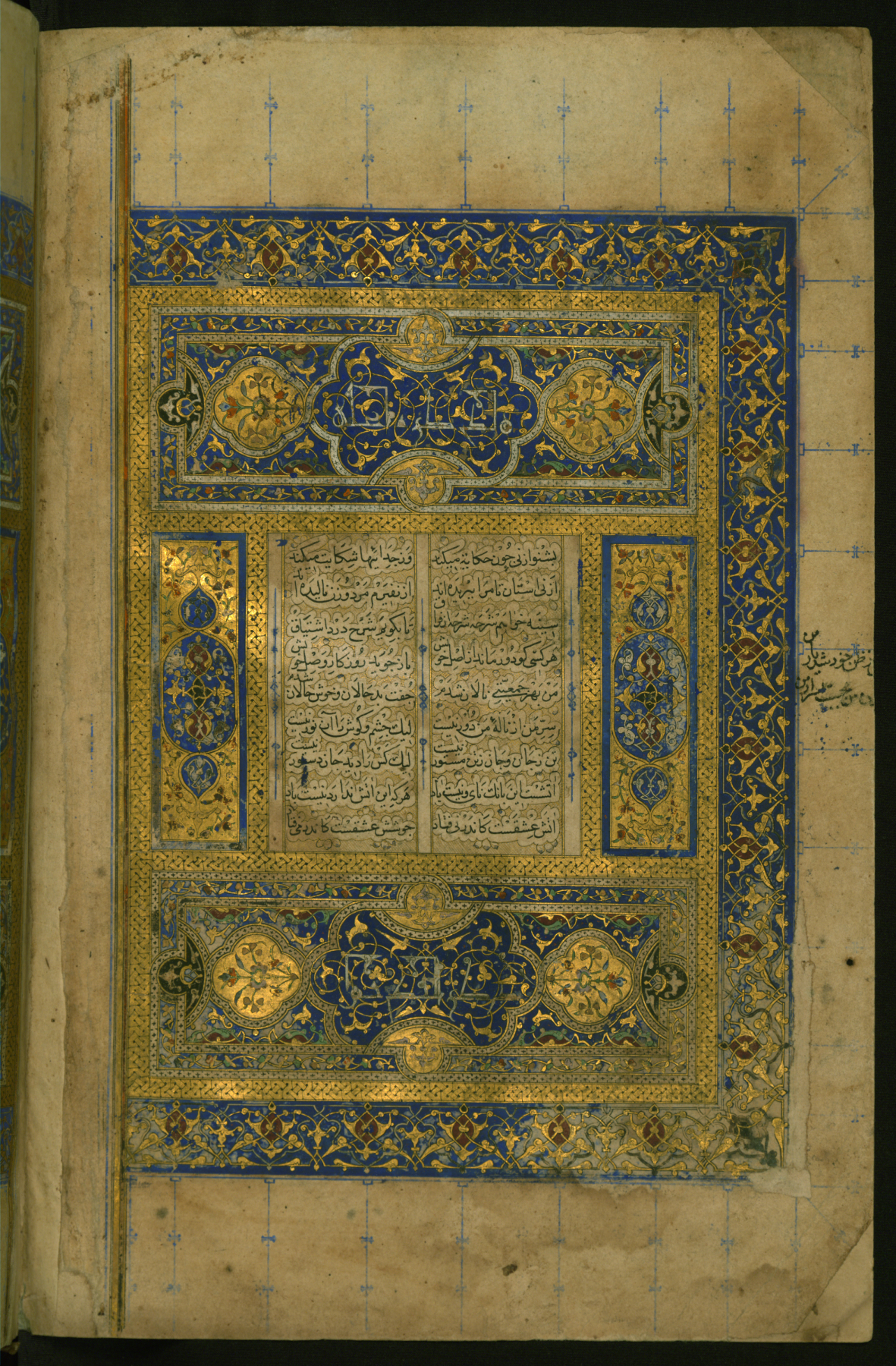
Frontispici il·luminat de doble pàgina, 1r llibre (دفتر, daftar) del Col·lecció de poemes (Masnavi-i ma'navi), manuscrit de 1461

Mewlana havia estat component espontàniament ghazals (poemes perses), i aquests s'havien recollit al Divan-i Kabir o Diwan Shams Tabrizi. Rumi va trobar un altre company a Salaḥ ud-Din-e Zarkub, un orfebre. Després de la mort de Salah ud-Din, l'escrivà i estudiant favorit de Rumi, Hussam-e Chalabi, va assumir el paper de company de Rumi. Un dia, tots dos estaven passejant per les vinyes de Meram fora de Konya quan Hussam va descriure a Rumi una idea que havia tingut: «Si haguéssiu d'escriure un llibre com el Ilāhīnāma de Sanai o el Mantiq ut-Tayr d'Attar, esdevindria el company de molts trobadors que omplirien el seu cor amb el teu treball i compondrien música per acompanyar-lo». Rumi va somriure i va treure un paper on estaven escrites les divuit línies inicials del seu Masnavi, començant per:
| « | Escolta la canya i el conte que explica, Com canta la separació... | » |

Hussam va implorar a Rumi que escrigués més. Rumi va passar els següents dotze anys de la seva vida a Anatòlia dictant els sis volums d'aquesta obra mestra, el Masnavi, a Hussam.
El desembre de 1273, Rumi va emmalaltir; va predir la seva pròpia mort i va compondre el conegut ghazal, que comença amb el vers:
| « | Com saps quina mena de rei tinc dins meu com a company? No mireu la meva cara daurada, perquè tinc cames de ferro. | » |

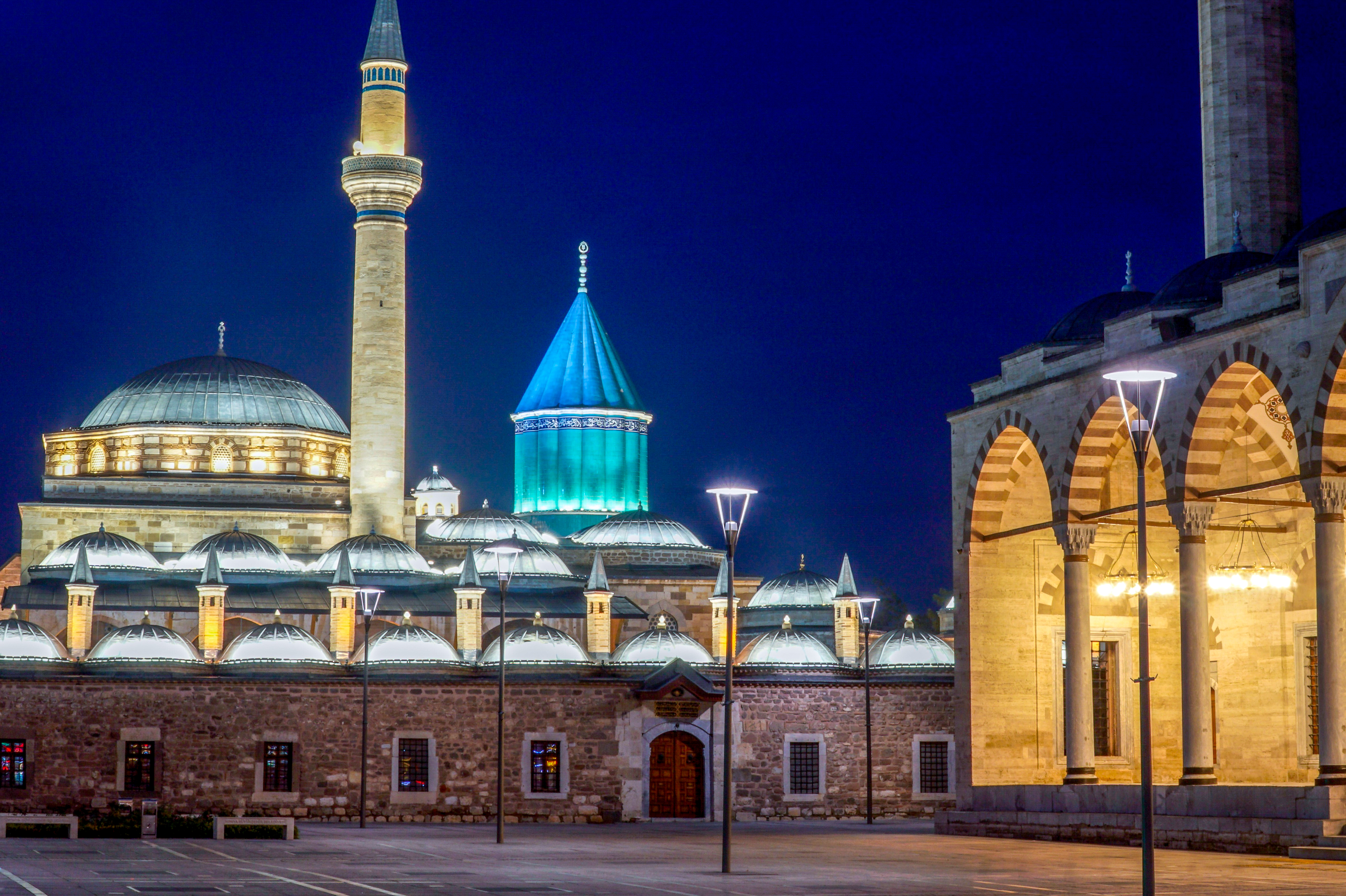
Santuari tomba de Rumi, Konya

Rumi va morir el 17 de desembre de 1273 a Konya. La seva mort va ser plorada per la diversa comunitat de Konya, amb cristians i jueus locals que es van unir a la multitud que va convergir per acomiadar-se mentre el seu cos va ser transportat per la ciutat. El cos de Rumi va ser enterrat al costat del del seu pare, i un esplèndid santuari, la Tomba Verda (turc: Yeşil Türbe, àrab: قبة الخضراء ; avui el Museu Mevlâna), es va erigir sobre el seu lloc d'enterrament. El seu epitafi diu:
| « | Quan siguem morts, no busqueu la nostra tomba a la terra, però troba-la en el cor dels homes. | » |

La princesa georgiana i reina selyúcida Gürcü Hatun era una amiga íntima de Rumi. Ella va ser qui va patrocinar la construcció de la seva tomba a Konya. El mausoleu de Mevlâna del segle XIII, amb la seva mesquita, sala de ball, escoles i habitatges per a derviixos, segueix sent un destí de pelegrinatge fins als nostres dies, i és probablement el lloc de pelegrinatge més popular que visiten regularment els seguidors de totes les religions principals.

## Ensenyaments

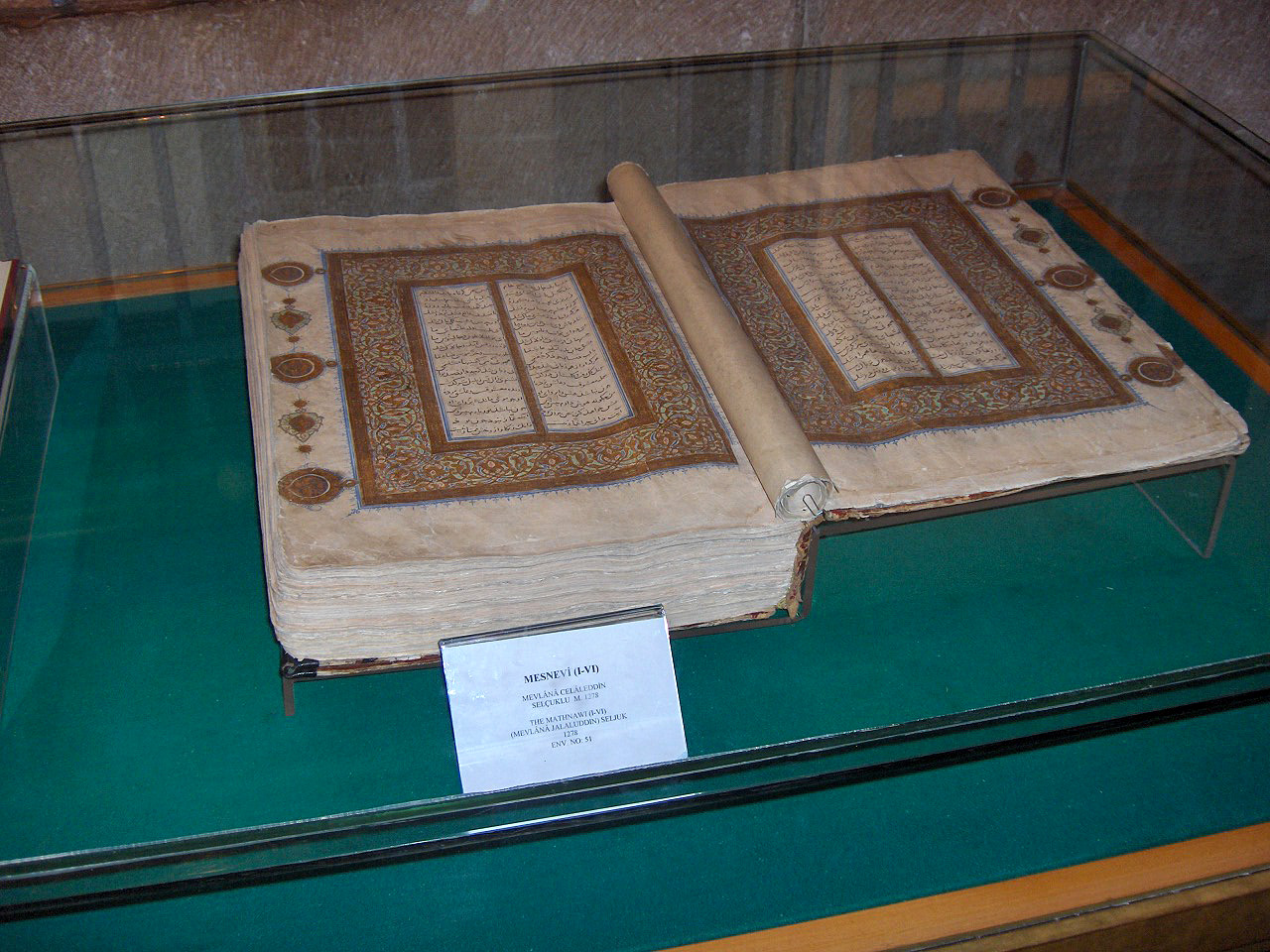
Maṭnawīye Ma'nawī, Museu Mevlana, Konya, Turquia

Com altres poetes místics i sufís de la literatura persa, la poesia de Rumi parla de l'amor que impregna el món. Les ensenyances de Rumi també expressen els principis resumits en el vers alcorànic que Shams-e Tabrizi va citar com l'essència de la guia profètica: «Sabeu que 'no hi ha més déu que Ell' i demaneu perdó pel vostre pecat»(Q. 47:19).
En la interpretació atribuïda a Shams, la primera part del vers ordena a la humanitat que busqui el coneixement del tawhid (unitat de Déu), mentre que la segona els instrueix a negar la seva pròpia existència. En termes de Rumi, el tawhid es viu més plenament a través de l'amor, amb la connexió que es fa explícita en el seu vers que descriu l'amor com aquella flama que, quan s'encén, ho crema tot menys l'Etern Estimat. L'anhel i el desig de Rumi d'aconseguir aquest ideal són evidents en el següent poema del seu llibre els Masnavi:
| از جمادی مُردم و نامی شدم وز نما مُردم به حیوان برزدم مُردم از حیوانی و آدم شدم پس چه ترسم کی ز مردن کم شدم؟ حملهٔ دیگر بمیرم از بشر تا برآرم از ملائک بال و پر وز ملک هم بایدم جستن ز جو کل شیء هالک الا وجهه بار دیگر از ملک پران شوم آنچ اندر وهم ناید آن شوم پس عدم گردم عدم چون ارغنون گویدم که انا الیه راجعون | Vaig morir a l'estat mineral i em vaig convertir en una planta, Vaig morir a l'estat vegetal i vaig arribar a l'animalitat, Vaig morir a l'estat animal i em vaig convertir en un home, Aleshores, què he de témer? Mai he estat temorós de morir. En el pròxim càrrec (en endavant) moriré a la naturalesa humana, Perquè pugui aixecar (el meu) cap i les ales (i volar) entre els àngels, I he de (també) saltar del riu de (l'estat de) l'àngel, Tot es perd menys el seu rostre, Una vegada més em sacrificaré de (l'estat de) l'àngel, Em convertiré en allò que no pot venir a la imaginació, Aleshores em tornaré inexistent; la no-existència em diu (en tons) com un òrgan, De veritat, a Ell és el nostre retorn |
| | |

El Masnavi teixeix faules, escenes de la vida quotidiana, revelacions i exegesis alcoràniques i metafísica en un vast i complex tapís.
Rumi creia apassionadament en l'ús de la música, la poesia i la dansa com a camí per arribar a Déu. Per a Rumi, la música va ajudar els devots a centrar tot el seu ésser en allò diví i a fer-ho amb tanta intensitat que l'ànima va ser alhora destruïda i ressuscitada. Va ser a partir d'aquestes idees que la pràctica dels dervixos giratoris es va convertir en una forma ritual. Els seus ensenyaments es van convertir en la base de l'orde dels Mevlevi, que el seu fill Sultan Walad va organitzar. Rumi va animar a Sama, escoltant música i girant o fent la dansa sagrada. En la tradició Mevlevi, samāʿ representa un viatge místic d'ascens espiritual a través de la ment i l'amor al Perfecte. En aquest viatge, el cercador gira simbòlicament cap a la veritat, creix a través de l'amor, abandona l'ego, troba la veritat i arriba al Perfecte. Aleshores, el cercador torna d'aquest viatge espiritual, amb més maduresa, per estimar i estar al servei de tota la creació sense discriminació de creences, races, classes i nacions.
En altres versos del Masnavi, Rumi descriu en detall el missatge universal d'amor:
| « | La causa de l'amant està separada de totes les altres causes L'amor és l'astrolabi dels misteris de Déu. | » |

L'instrument musical preferit de Rumi era el ney (flauta de canya).